# Joodse begraafplaatsen (Hardenberg)
De Overijsselse stad Hardenberg heeft twee Joodse begraafplaatsen:
1. De oude begraafplaats aan  't Holt, bekend als het Jodenbergje;
2. De nieuwe begraafplaats aan het Mulopad.

## Oude begraafplaats
De oude begraafplaats is gelegen op een kleine terp bij de Overijsselse Vecht, waardoor deze de naam Jodenbergje (Nedersaksisch: Jeudenbarchien) gekregen heeft.
Het Jodenbergje wordt gekenmerkt als een van de meest merkwaardige Joodse begraafplaatsen in Nederland. De landschappelijke ligging bij een meander van de Overijsselse Vecht is bijzonder en de vorm als verhoging in het Vechtdal zeldzaam. Wanneer de heuvel is aangelegd is niet bekend. Mogelijk was deze heuvel oorspronkelijk een motte, een aangelegde aarden heuvel waarop een middeleeuwse versterking heeft gestaan.
De oudste zerk die nog leesbaar is vermeldt dat hier de vader der (voor)vaderen Eliezer zoon van Menachem (Israël Emanuels) begraven ligt, die vermoedelijk een centrale rol vervulde in de kleine gemeenschap die toen in Hardenberg gevestigd was. Het vermelde sterfjaar, 5526 (1765), blijkt na onderzoek van Stichting Het Stenen Archief onjuist, en moet 5527 (1766) zijn. Uit het onderzoek blijkt dat dit een vervangende grafsteen is voor een beschadigde, deels resterende oude steen. Mogelijk was het jaar op de eerste steen tevens foutief, maar het is ook mogelijk dat de (Hebreeuwse) 7 (zajien) als gevolg van onduidelijk beitelwerk of verwering overkomt als een 6 (waw).
De begrafenissen werden per boot gedaan als de Vecht buiten haar oevers getreden was, en per slee als er ijs lag. De laatste begrafenis vond plaats aan het eind van de 19e eeuw. Hierna werden de Joden begraven op de nieuwe Joodse begraafplaats, ten oosten van Hardenberg. Op het Jodenbergje zijn in totaal 64 grafstenen bewaard gebleven.  In 2000 werd het Jodenbergje aangewezen als rijksmonument.

## Nieuwe begraafplaats
De nieuwe Joodse begraafplaats ligt ten oosten van het centrum van de stad, aan het zogenaamde Mulopad.
Oorspronkelijk lag de begraafplaats buiten Hardenberg, omdat lijken volgens de Joodse religieuze wetten onrein zijn, en dus niet in de stad thuishoren. De joden namen de begraafplaats begin 1900 in gebruik, nadat het Jodenbergje, de begraafplaats die ze tot dan toe gebruikten, vol was. In 1942 werd voor het laatst op de begraafplaats begraven.
In de Tweede Wereldoorlog hebben Duitsers verschillende grafstenen voor schietoefeningen gebruikt, waardoor enkele in zeer slechte staat zijn.
In 1995 werd de begraafplaats voorzien van een muur en toegangshek, waarin verschillende Joodse symbolische elementen zijn verwerkt. Zo staat psalm 118:19 in het Hebreeuws en Nederlands in de muur: Open voor mij de poorten van de gerechtigheid, ik wil binnengaan om de Heer te loven. Ook bevindt zich aan de binnenzijde van de muur een gedenkplaat met daarop namen van joden uit Hardenberg die in de Tweede Wereldoorlog zijn omgekomen.
Aan het Mulopad zijn thans 34 grafstenen bewaard. De begraafplaats is een gemeentelijk monument.

## Afbeeldingen

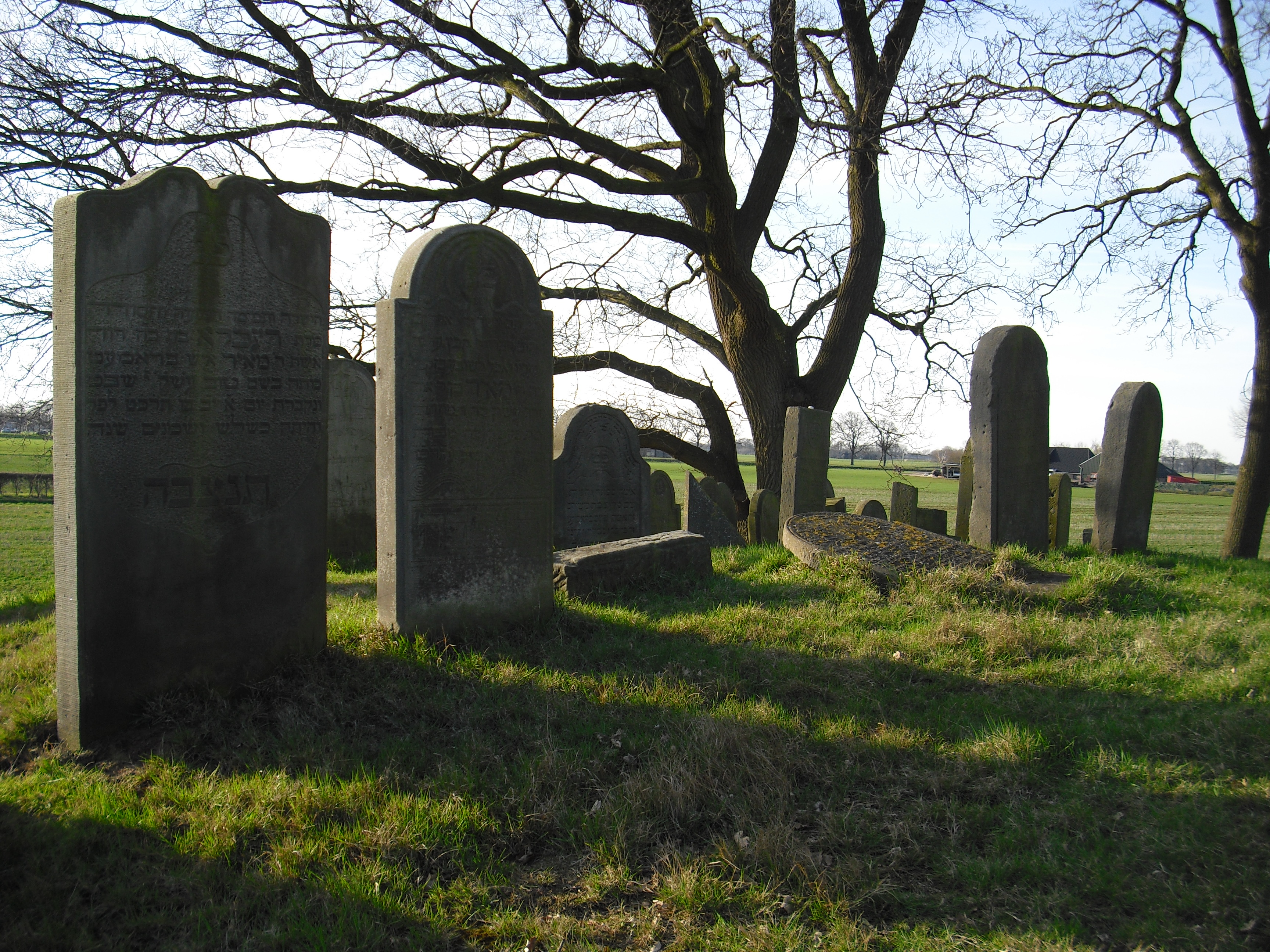
Grafstenen op het Jodenbergje
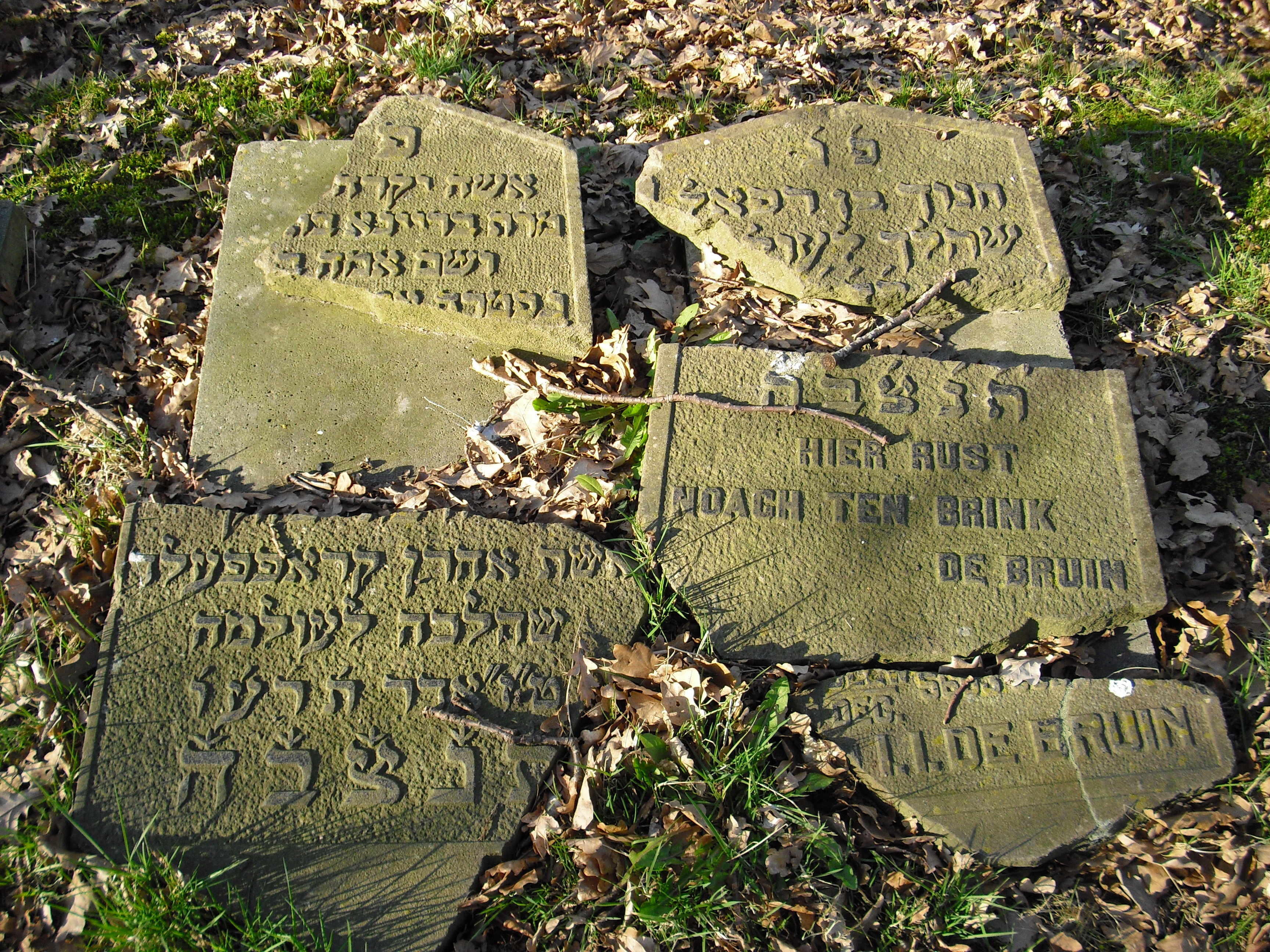
Zwaar beschadigde stenen aan het Mulopad